# Канас (озеро, Китай)
Канас (кит.: 喀纳斯湖; піньїнь: Kānàsī Hú) — прісноводне озеро в Алтайських горах, розташоване на півночі Алтайської префектури Сіньцзян-Уйгурського автономного району Китаю за 30 км на південь від стику кордонів КНР, Росії та Казахстану.
Озеро утворилося близько 200 Кілороків тому, під час четвертинного періоду у льодовиковій долині. Об'єм озера — 53.8 млн м³, середня глибина — 120 м.
Річка Канас, що витікає з озера, зливається з річкою Гему утворюючи річку Бурчун, що впадає в Іртиш у повіті Бурчун.
Живлення озера в основному льодовикове від найбільших льодовиків Алтаю, розташованих на масиві Таван-Богдо-Ула.
Озеро і прилеглі території входять до складу заповідника. Береги вкриті лісом, в яких росте 798 видів рослин і мешкає 39 видів тварин, 117 видів птахів, 4 види амфібій, 7 видів риб і понад 300 видів комах. На південно-східному березі озері розташовано тувинське поселення Денгелек. Також багато номадів казахів і тувинців.

## Ресурси Інтернету
Вікісховище має мультимедійні дані за темою: Канас (озеро, Китай)
- CCTV News: Unknown Creatures Videotaped by An Amateur in Lake Kanas [Архівовано 17 жовтня 2013 у Wayback Machine.]